# Adolph von Henselt
Georg Martin  Adolph von Henselt (ursprungligen Hänselt), född den 9 eller 12 maj 1814 i Schwabach, död den 10 oktober 1889 i Warmbrunn i nuvarande Jelenia Góra, var en tysk pianist.
Henselt studerade pianospel för Johann Nepomuk Hummel och musikteori för Simon Sechter. Efter studierna gjorde han 1836 framgångsrika konsertresor i Tyskland, under vilka han mest uppträdde i trängre privatkretsar. 
1838 kallades han till Sankt Petersburg, där han blev kammarvirtuos hos kejsarinnan och de kejserliga barnens musiklärare, och senare även inspektor för musikundervisningen i landets kvinnliga uppfostringsanstalter. 
I tekniken bildade han sig ett eget manér, grundat på strängt legato och handens spännfärdighet. Bland hans kompositioner framstår mest hans konsertetyder, vilka räknas till de bästa i pianolitteraturen.